# Sanakht
Sanakht fou un faraó de la dinastia III d'Egipte. Considerat inicialment com el fundador i identificat com el Nebka (Khaba) d'algunes llistes, això fou posat en qüestió i, actualment, Nabib Swelim, el principal historiador de la dinastia III, el col·loca com a sobirà diferent, que hauria estat omès en les tres llistes (Torí, Saqqara i Abidos) i seria el Mecrochris de Manethó.
No es coneix res del seu regnat. Manethó li dona 17 anys, quantitat que recull Swelim com a probable, però és possible que s'hagi de rebaixar uns deu anys.
S'ha trobat el seu nom a la mastaba K2 de Bet Khallaf, prop d'Abidos, i potser alguna estructura al recinte de la piràmide esglaonada podria ser-li atribuïda. Això faria pensar que no va regnar més de mitja dotzena d'anys. A la mastaba K1, s'han trobat segells i inscripcions del rei. Durant la dinastia III, s'utilitzaven els sereks (segell generalment del nom d'Horus) i els seshen (cartutxos amb el nom Netsu-biti) no seran utilitzats fins a Huni, Snofru i Khufu, però hi ha exemples de cartutxos anteriors.
S'han trobat dos segells al nord-oest del complex funerari de Djoser a Saqqara. Un segell s'ha trobat per arqueòlegs alemanys a Elefantina, que esmenta el segellador (natural del Baix Egipte) Per-Nesut, de l'Horus Senaksht.
També n'hi ha dos gravats en pedra al Sinaí, al Wadi Maghara, on explica que hi havia activitat minera (turqueses) sota el seu regnat.
Una tomba de la dinastia IV a Saqqara pertanyia a un oficial que, en la seva biografia, diu que ha treballat per al culte del rei difunt Sanakht i que la seva memòria era venerada en una capella de la zona després de la seva mort.
La tomba de Sanakht no s'ha trobat amb seguretat, però sembla que la mastaba K2 de Bet Khallaf n'és el lloc més probable. Manethó va indicar que el faraó era molt alt, més de tres cúbits, i el propietari de la tomba mesurava més d'1,90 (25 cm més de la mitjana a l'època, segons la resta de tombes). En l'autòpsia, es va detectar una lleugera síndrome amb un creixement addicional del cos, que venia marcat per l'extensió de l'os més baix de la maixella. Djoser també fou força alt i pesat, però no tant. Generalment, es pensa que Sanakht fou el germà gran de Djoser.